# انفتال العنق المتشنج
الصعر التشنجي أو انفتال العنق المتشنج هو اضطراب حركة في الجهاز العصبي مزمن ومؤلم للغاية، يتسبب بتحريك الرقبة إلى اليسار أو اليمين أو الأعلى أو الأسفل. ويعرف هذا الوضع أيضاً باسم خلل التوتر العنقي. تتقلص العضلات الناهضة والعضلات المتعارضة في وقتٍ واحد خلال الحركة التوترية.
أسباب الاضطراب مجهولة السبب في الغالب. يحدث الاضطراب لدى عدد قليل من المرضى نتيجة الإصابة باضطرابٍ آخر. تظهر الأعراض عند معظم المرضى في منتصف العمر. أما العلاجات الأكثر شيوعاً لانفتال العنق استخدام ذيفان الوشيقية نوع A.

## العلامات الأعراض
عادةً ما تكون الأعراض الأولية للصعر التشنجي خفيفة. يشعر البعض بهزة في رؤوسهم لعدة أشهر في البداية. ثم يتغيّر الأمر إلى حركة في الرأس وسحب وإمالة في الحركات المتشنجة أو توقف لا إرادي لفترات طويلة. بمرور الوقت، تزداد وتيرة التشنج اللاإرادي في عضلات العنق وتشتدّ. وقد تكون الأعراض أسوأ عند المشي أو خلال فترات زيادة الجهد. من أعراض المرض الأخرى تضخم خلايا العضلات وآلام الرقبة ورتة وارتعاش. تشير الدراسات إلى أن أكثرمن 75% من المرضى يعانون من آلام الرقبة، و33% إلى 40% يعانون من اهتزاز الرأس.

## التصنيف
انفتال العنق التشنجي هو شكل من أشكال خلل التوتر البؤري؛ اضطراب يوصف بتقلص العضلات المتواصل مسبباً حركات والتواءات متكررة، ووضع غير طبيعي في منطقة واحدة من الجسم. ثمة طريقتان رئيسيتان لتصنف الصعر التشنجي: عمر البداية (أي السن الذي بدأت عنده الأعراض) والسبب. يصنّف الاضطراب كبداية مبكرة إذا تمّ تشخيص المريض قبل سن 27، وكاضطراب متأخر إذا كان التشخيص بعد هذه السن.أما الأسباب فتصنّف أسباب مجهولة ابتدائية وأعراض ثانوية. يمكن تصنيف الصعر التشنجي أيضاً حسب اتجاه ودوران حركة الرأس.